# Apodanthera glaziovii
Apodanthera glaziovii är en gurkväxtart som beskrevs av Célestin Alfred Cogniaux och Auguste François Marie Glaziou.
Apodanthera glaziovii ingår i släktet Apodanthera och familjen gurkväxter. Inga underarter finns listade i Catalogue of Life.